# ガリナ・ボスコボワ
ガリナ・ボスコボワ（Galina Voskoboeva, ロシア語:  Галина Олеговна Воскобоева, 1984年12月18日 - ）は、ロシア・モスクワ出身でカザフスタンの女子プロテニス選手。これまでにWTAツアーでダブルス5勝を挙げている。自己最高ランキングはシングルス42位、ダブルス26位。右利き、バックハンド・ストロークは両手打ち。

## 来歴
6歳でテニスを始め、2002年にプロに転向。

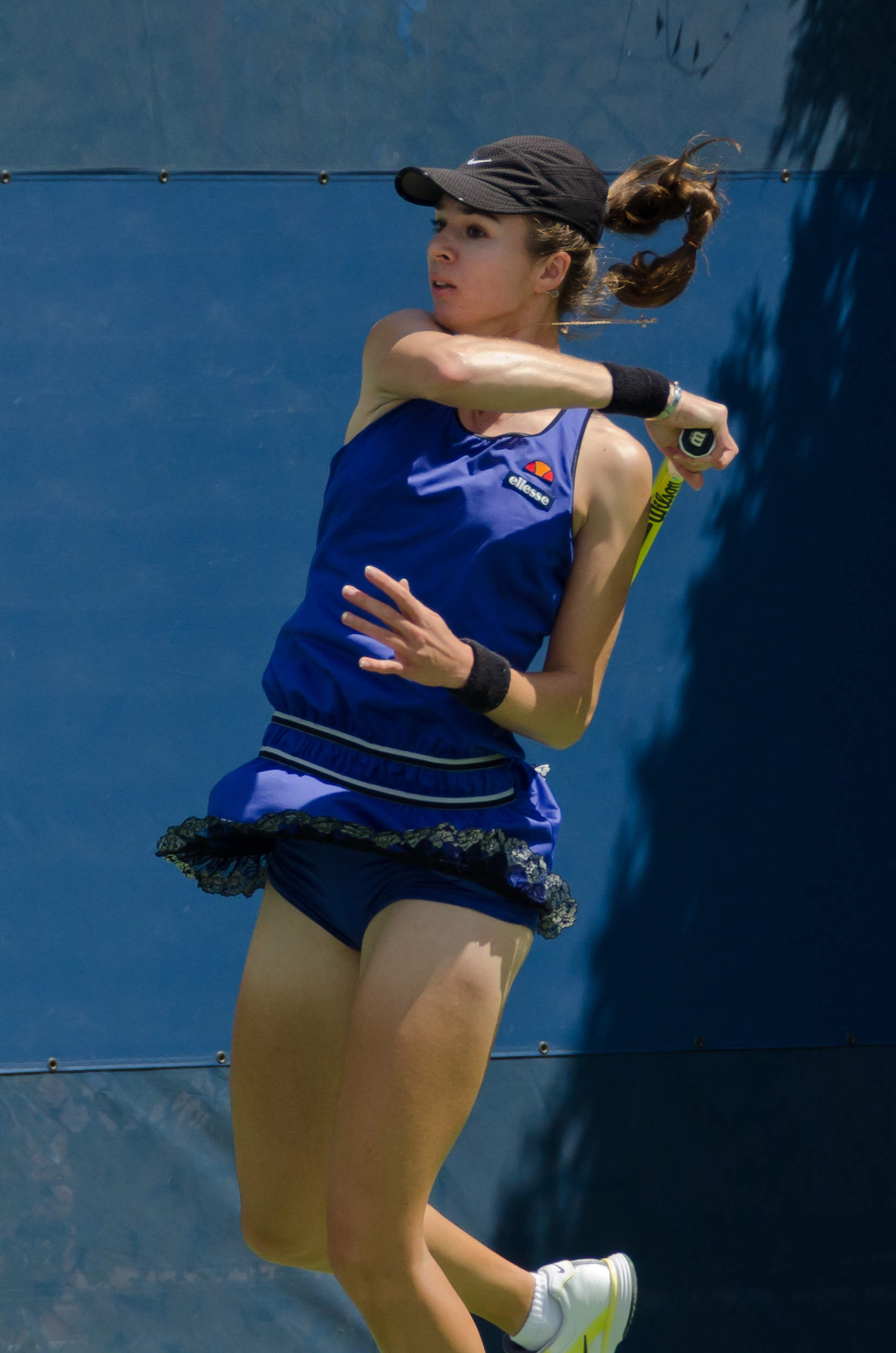
2011年全米オープンにて

4大大会では2004年全米オープンのダブルスで初出場した。シングルスでは2006年全豪オープンで初出場。シングルスでは3回戦進出が最高成績である。ダブルスでは2007年全豪オープンと2008年全仏オープンでアシュリー・ハークルロードと、2013年全仏オープンでクリスティナ・ムラデノビッチとペアを組み3度ベスト8に進出している。
ボスコボワは2008年にカザフスタン国籍に変更した。
シングルスでは2011年9月のソウル大会の準優勝が唯一の決勝進出でありWTAツアータイトルの獲得はないが、ダブルスでは5勝を挙げている。2012年5月7日付のランキングで自己最高のシングルス42位を記録している。
ボスコボワはロンドン五輪とリオデジャネイロ五輪の2大会でカザフスタン代表としてオリンピックに出場している。ロンドンではシングルス1回戦でハンガリーのティメア・バボシュに 4-6, 2-6 で、ヤロスラワ・シュウェドワと組んだダブルスも2回戦でロシアのマリア・キリレンコ&ナディア・ペトロワ組に 3-6, 2-6 で敗退した。リオではシュウェドワとのダブルスのみに出場したが、ベルギーのキルステン・フリプケンス&ヤニナ・ウィックマイヤー組との1回戦を途中棄権している。

## WTAツアー決勝進出結果

### シングルス: 1回 (0勝1敗)
| 大会グレード          | 大会グレード                 |
| 2008年以前            | 2009年以後                   |
| --------------------- | ---------------------------- |
| グランドスラム (0–0)  |                              |
| WTAファイナルズ (0–0) |                              |
| ティア I (0–0)        | プレミア・マンダトリー (0-0) |
| ティア I (0–0)        | プレミア5 (0-0)              |
| ティア II (0–0)       | プレミア (0–0)               |
| ティア III (0–0)      | インターナショナル (0–1)     |
| ティア IV ＆ V (0–0)  | インターナショナル (0–1)     |

| 結果   | No. | 決勝日        | 大会   | サーフェス | 対戦相手                               | スコア         |
| ------ | --- | ------------- | ------ | ---------- | -------------------------------------- | -------------- |
| 準優勝 | 1.  | 2011年9月25日 | ソウル | ハード     | マリア・ホセ・マルティネス・サンチェス | 6–7(0), 6–7(2) |

### ダブルス: 17回 (5勝12敗)
| 結果   | No. | 決勝日         | 大会             | サーフェス        | パートナー                   | 対戦相手                                              | スコア            |
| ------ | --- | -------------- | ---------------- | ----------------- | ---------------------------- | ----------------------------------------------------- | ----------------- |
| 準優勝 | 1.  | 2005年10月9日  | タシケント       | ハード            | アナスタシア・ロディオノワ   | マリア・エレナ・カメリン エミリー・ロワ               | 3–6, 0–6          |
| 準優勝 | 2.  | 2006年10月15日 | モスクワ         | カーペット (室内) | イベタ・ベネソバ             | フランチェスカ・スキアボーネ クベタ・ペシュケ         | 4–6, 7–6, 1–6     |
| 準優勝 | 3.  | 2007年1月6日   | ゴールドコースト | ハード            | イベタ・ベネソバ             | ディナラ・サフィナ カタリナ・スレボトニク             | 3–6, 4–6          |
| 優勝   | 1.  | 2011年3月6日   | クアラルンプール | ハード            | ディナラ・サフィナ           | ノッパワン・ラトチェワカーン ジェシカ・ムーア         | 7–5, 2–6, [10–5]  |
| 優勝   | 2.  | 2011年4月30日  | エストリル       | クレー            | アリサ・クレイバノワ         | エレニ・ダニリドゥ ミハエラ・クライチェク             | 6–4, 6–2          |
| 優勝   | 3.  | 2011年5月21日  | ブリュッセル     | クレー            | アンドレア・フラバーチコバ   | クラウディア・ヤンス アリシア・ロソルスカ             | 3–6, 6–0, [10–5]  |
| 準優勝 | 4.  | 2011年7月23日  | バクー           | ハード            | モニカ・ニクレスク           | マリヤ・コリツェワ タチアナ・ポウチェク               | 3–6, 6–2, [8–10]  |
| 準優勝 | 5.  | 2011年9月25日  | ソウル           | ハード            | ベラ・ドゥシェビナ           | ナタリー・グランディン ブラディミラ・ウーリロバ       | 6–7(5), 4–6       |
| 準優勝 | 6.  | 2011年10月22日 | モスクワ         | ハード (室内)     | アナスタシア・ロディオノワ   | バニア・キング ヤロスラワ・シュウェドワ               | 6–7(3), 3–6       |
| 準優勝 | 7   | 2012年5月5日   | エストリル       | クレー            | ヤロスラワ・シュウェドワ     | 荘佳容 張帥                                           | 6-4, 1-6, [9-11]  |
| 優勝   | 4.  | 2013年2月23日  | メンフィス       | ハード (室内)     | クリスティナ・ムラデノビッチ | ソフィア・アルビドソン ヨハンナ・ラーション           | 7–6(5), 6–3       |
| 準優勝 | 8.  | 2013年9月21日  | 広州             | ハード            | バニア・キング               | 謝淑薇 彭帥                                           | 3-6, 6-4, [10-12] |
| 準優勝 | 9.  | 2014年1月4日   | ブリスベン       | ハード            | クリスティナ・ムラデノビッチ | アーラ・クドゥリャフツェワ アナスタシア・ロディオノワ | 3-6, 1-6          |
| 優勝   | 5.  | 2014年3月1日   | アカプルコ       | ハード            | クリスティナ・ムラデノビッチ | ペトラ・チェトコフスカ イベタ・メルツァー             | 6–3, 2–6, [10–5]  |
| 準優勝 | 10. | 2017年2月26日  | ブダペスト       | ハード (室内)     | アリーナ・ロディオノワ       | 謝淑薇 オクサナ・カラシニコワ                         | 3–6, 6–4, [4–10]  |
| 準優勝 | 11. | 2018年7月29日  | モスクワ         | クレー            | アレクサンドラ・パノワ       | アナスタシア・ポタポワ ベラ・ズボナレワ               | 0–6, 3–6          |
| 準優勝 | 12. | 2019年4月14日  | ルガーノ         | クレー            | ベロニカ・クデルメトワ       | アンドレア・ミトゥ ソラナ・チルステア                 | 6–1, 2–6, [8–10]  |

## 4大大会シングルス成績
略語の説明
| W | F | SF | QF | #R | RR | Q# | LQ | A | Z# | PO | G | S | B | NMS | P | NH |

W=優勝, F=準優勝, SF=ベスト4, QF=ベスト8, #R=#回戦敗退, RR=ラウンドロビン敗退, Q#=予選#回戦敗退, LQ=予選敗退, A=大会不参加, Z#=デビスカップ/BJKカップ地域ゾーン, PO=デビスカップ/BJKカッププレーオフ, G=オリンピック金メダル, S=オリンピック銀メダル, B=オリンピック銅メダル, NMS=マスターズシリーズから降格, P=開催延期, NH=開催なし.
| 大会           | 2004 | 2005 | 2006 | 2007 | 2008 | 2009 | 2010 | 2011 | 2012 | 2013 | 2014 | 2015 | 2016 | 2017 | 通算成績 |
| -------------- | ---- | ---- | ---- | ---- | ---- | ---- | ---- | ---- | ---- | ---- | ---- | ---- | ---- | ---- | -------- |
| 全豪オープン   | A    | LQ   | 2R   | 1R   | A    | 3R   | 1R   | A    | 3R   | 1R   | 2R   | A    | A    | 1R   | 6–8      |
| 全仏オープン   | A    | LQ   | 1R   | LQ   | 2R   | 2R   | LQ   | A    | 1R   | 2R   | A    | A    | 1R   | A    | 3–6      |
| ウィンブルドン | A    | LQ   | LQ   | LQ   | 1R   | 1R   | A    | LQ   | 2R   | 1R   | A    | A    | A    | A    | 1–4      |
| 全米オープン   | LQ   | LQ   | 1R   | A    | 1R   | 1R   | A    | 1R   | 2R   | 2R   | A    | A    | A    | A    | 2–6      |